# Facultad de Ciencias Físicas y Matemáticas de la Universidad de Chile
La Facultad de Ciencias Físicas y Matemáticas (FCFM) es una de las 16 facultades que pertenecen a la Universidad de Chile y una de las cinco fundadoras de ésta. Realiza formación de ingenieros, astrónomos, geofísicos, físicos y geólogos, entregando preparación en ciencias básicas, ciencias aplicadas y tecnología.
A nivel de pregrado, actualmente realiza docencia en nueve especialidades de ingeniería (ingeniería civil, civil de minas, civil eléctrica, civil en biotecnológica, civil en computación, civil industrial, civil matemática, civil mecánica y civil química), geología, física, astronomía y geofísica. Además existen programas académicos de magíster y doctorado en varias de estas mismas disciplinas. Al año 2013, contaba con un total de 4745 estudiantes matriculados en los programas académicos de pregrado, 883 matriculados en magíster y 241 en doctorados.
La Facultad se emplaza principalmente en el denominado Campus Beauchef, nombre que recibe de la calle homónima donde se emplaza la facultad, en el centro de Santiago. Además, cuenta con otras instituciones anexas como el Observatorio Astronómico Nacional (ubicado en el Cerro Calán), el Centro de Estudios Espaciales de Peldehue, el Centro de Modelamiento Matemático, el Centro de Tecnología Avanzada en Minería, el Centro Sismológico Nacional, el Centro Tecnológico Ucampus y el Centro de Investigación, Desarrollo e Innovación de Estructuras y Materiales, entre otras.
A lo largo de su historia, la Facultad de Ciencias Físicas y Matemáticas ha sido uno de los principales centros de investigación y desarrollo tecnológico en Chile. En sus aulas han estudiado 2 presidentes de la República y 15 premios nacionales (incluyendo 12 de los 16 premios nacionales de Ciencias Exactas).

## Historia
La historia de la Facultad de Ciencias Físicas está íntimamente ligada a la fundación misma de la Universidad de Chile, el 19 de noviembre de 1842, durante el mandato del presidente Manuel Bulnes. El académico venezolano Andrés Bello fue nombrado primer rector de la Universidad y encargó al ingeniero español Andrés Antonio Gorbea que se hiciera cargo de la Facultad como su primer decano. Así, Ciencias Físicas y Matemáticas fue una de las cinco primeras facultades de la Universidad, junto a Derecho, Medicina, Filosofía y Humanidades y Teología.
En sus primeros años, el número de matriculados era bajo. En 1852 apenas contaba con 52 estudiantes con un ingreso promedio de 13 alumnos por año. Fue en 1853 cuando se organizó la enseñanza de la Ingeniería propiamente tal. En un principio se impartieron las especialidades de ingeniero geógrafo, ingeniero de minas, ingeniero de puentes y caminos y Arquitecto. El programa de estudios inicial contemplaba tres años comunes en los que se estudiaba álgebra superior, trigonometría esférica, geometría de las tres dimensiones, física superior, química general, cálculo diferencial y cálculo integral, topografía y geodesia, principios de mecánica y nociones de astronomía, entre otros.
Un importante avance en el desarrollo de la ingeniería nacional lo dio el Plan de Desarrollo de Obras Públicas impulsado por el presidente José Manuel Balmaceda (1886-1891), el que para llevarse a cabo requería de profesionales de la ingeniería. Con el transcurso de los años, la Facultad fue ampliando su campo de acción. En 1908 se creó el Instituto de Sismología y en 1928 el Observatorio Astronómico Nacional pasó a depender de esta Facultad.
En 1922, la Facultad se trasladó a un nuevo edificio, construido especialmente para ella, ubicado en la calle Benavente 850 (actual calle Beauchef, que da nombre al campus). La inauguración oficial del edificio tuvo lugar el 8 de abril del mismo año. Estuvo presente el presidente Arturo Alessandri, ministros de Estado y embajadores. En esa ocasión, el Instituto de Ingenieros obsequió a la Escuela de Ingeniería la estatua que hasta hoy está en el vestíbulo del edificio.
La primera mujer en ingresar y titularse como ingeniera fue Justicia Acuña Mena de Gajardo, quien obtuvo su título de Ingeniero Civil en 1919 y fue compañera de estudios de Jorge Alessandri Rodríguez, quien fue presidente de Chile años después. Sin embargo, la brecha de género se mantuvo en los años posteriores y, entre 1940 y 1959, las mujeres representaban sólo el 1% del total de estudiantes de la Facultad.[cita requerida] Hoy este número se encuentra en torno al 30%.

La Facultad de Ciencias Físicas y Matemáticas fue una de las primeras instituciones en Chile en instalar y utilizar computadores desde mediados del siglo XX. En 1956 se realizó la primera transmisión televisiva de la Facultad, en el Laboratorio de Electrotecnia y Telecomunicaciones del Instituto de Ensayos Eléctricos, que más tarde daría origen a la Corporación de Televisión de la Universidad de Chile.

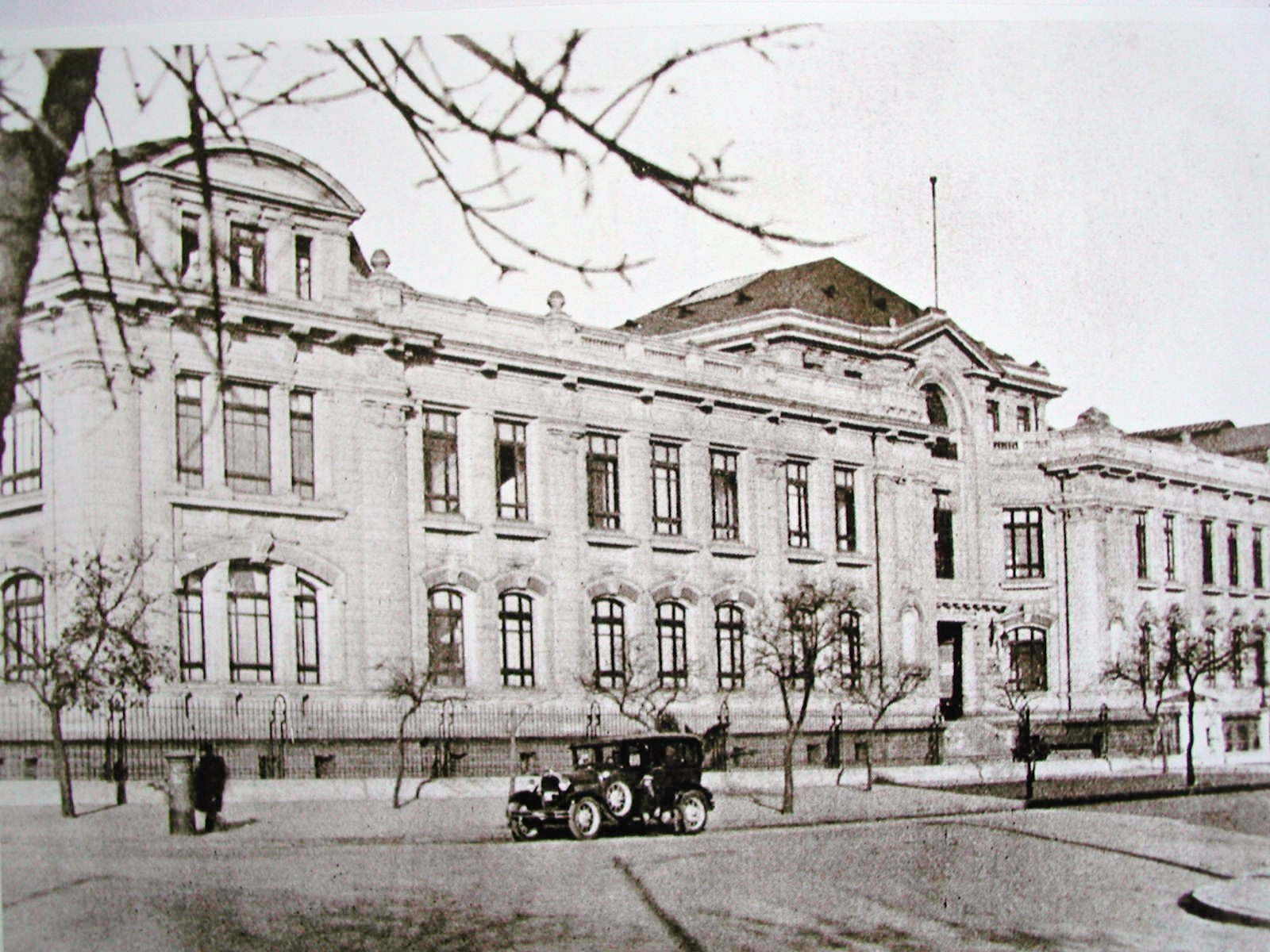
Facultad de Ciencias Físicas y Matemáticas.

En marzo de 1985 el edificio principal de la facultad fue severamente dañado por un terremoto. El evento, si bien dejó inutilizable varios salones de clases por varios años, permitió que la facultad se recuperara en los años posteriores. Las obras de reconstrucción y remodelación se iniciaron en 1993 y fueron inauguradas en 1997. En 2002 se inauguraron tres laboratorios docentes, construidos gracias a proyectos adjudicados por el MECESUP y financiados por el Ministerio de Educación y la propia Facultad, con una inversión de más de 3 millones de dólares: el laboratorio de Fluidodinámica, el de Sólidos y el de Electrotecnologías.
En abril del 2004 se inauguró el nuevo edificio que alberga los Departamentos de Geofísica y de Ingeniería Civil. Con más de 6000 m², la nueva edificación fue emplazada sobre el antiguo Edificio de Hidráulica, que fue declarado como inmueble de conservación nacional por el Consejo de Monumentos Nacionales. En noviembre del mismo año, en tanto, se inauguró el remodelado edificio del Departamento de Ingeniería Eléctrica, con una superficie de 7000 m² construidos.
Sin embargo, el principal salto en infraestructura de la Facultad se alcanzó en 2015, con la inauguración del Edificio Beauchef Poniente. El moderno edificio alberga a los departamentos de Ingeniería Industrial, Mecánica, Química y Biotecnología y Matemática, proyectos como los Institutos Milenios y servicios para alumnos y funcionarios como piscina temperada, canchas de fútbol, gimnasio y otras dependencias.

## Autoridades

### Autoridades actuales
- Decano: Francisco Martínez Concha
- Vicedecana: Marcela Munizaga Muñoz
- Directora Académica, de Investigación e Innovación: Viviana Meruane Naranjo
- Director Económico y Administrativo: Danilo Kuzmanic Vidal
- Director de la Escuela de Ingeniería y Ciencias: Ricardo Herrera Mardones
- Director de la Escuela de Postgrado y Educación Continua: Gabriel Easton Vargas
- Director de Vinculación Externa: Luis Vargas Díaz
- Directora de Diversidad y Género: María Elena Lienqueo Contreras
- Subdirector Escuela de Ingeniería y Ciencias: Julio Salas Manzur
- Subdirectora de Gestión Docente: Macarena Zapata
- Subdirector de Asuntos Estudiantiles: Patricia Muñoz
- Secretario de Estudios: Alfredo Lucas Guzmán

### Decanos de la Facultad
| Rector                                  | Inicio | Fin  |
| --------------------------------------- | ------ | ---- |
| Andrés Antonio de Gorbea y Gancedo      | 1843   | 1852 |
| José Alejo Bezanilla                    | 1852   | 1852 |
| Francisco de Borja Solar Gorostiaga     | 1852   | 1884 |
| Uldaricio Prado Bustamante              | 1884   | 1892 |
| Washington Lastarria                    | 1892   | 1894 |
| Diago A. Torres                         | 1894   | 1907 |
| Carlos Gregorio Avalos                  | 1907   | 1907 |
| Domingo Santa María Márquez de la Plata | 1907   | 1909 |
| Enrique Doll                            | 1909   | 1911 |
| Manuel\|Manuel Trucco Franzani          | 1911   | 1918 |
| Teodoro Schmidt Quezada                 | 1918   | 1920 |
| Francisco Mardones Otaíza               | 1920   | 1927 |
| Leonardo Lira                           | 1927   | 1929 |
| Gustavo Lira Manso                      | 1929   | 1930 |
| Carlos Hoerning                         | 1930   | 1931 |
| Pedro Godoy                             | 1931   | 1933 |
| Gustavo Lira Manso                      | 1933   | 1945 |
| Pablo Krassa                            | 1945   | 1948 |
| Reinaldo Harnecker                      | 1948   | 1954 |
| Carlos Mori                             | 1954   | 1963 |
| Enrique D'Etigny                        | 1963   | 1971 |
| Juan Karzulovic                         | 1972   | 1975 |
| Augusto León                            | 1975   | 1976 |
| Augusto Matte                           | 1976   | 1976 |
| Claudio Anguita                         | 1976   | 1984 |
| Guillermo González                      | 1984   | 1985 |
| Juan Antonio Poblete                    | 1985   | 1985 |
| Atilano Lamana                          | 1985   | 1990 |
| Mauricio Sarrazín                       | 1990   | 1994 |
| Víctor Pérez Vera                       | 1994   | 2002 |
| Francisco Brieva Rodríguez              | 2002   | 2014 |
| Patricio Aceituno Gutiérrez             | 2014   | 2018 |
| Francisco Martínez Concha               | 2018   | -    |

## Departamentos

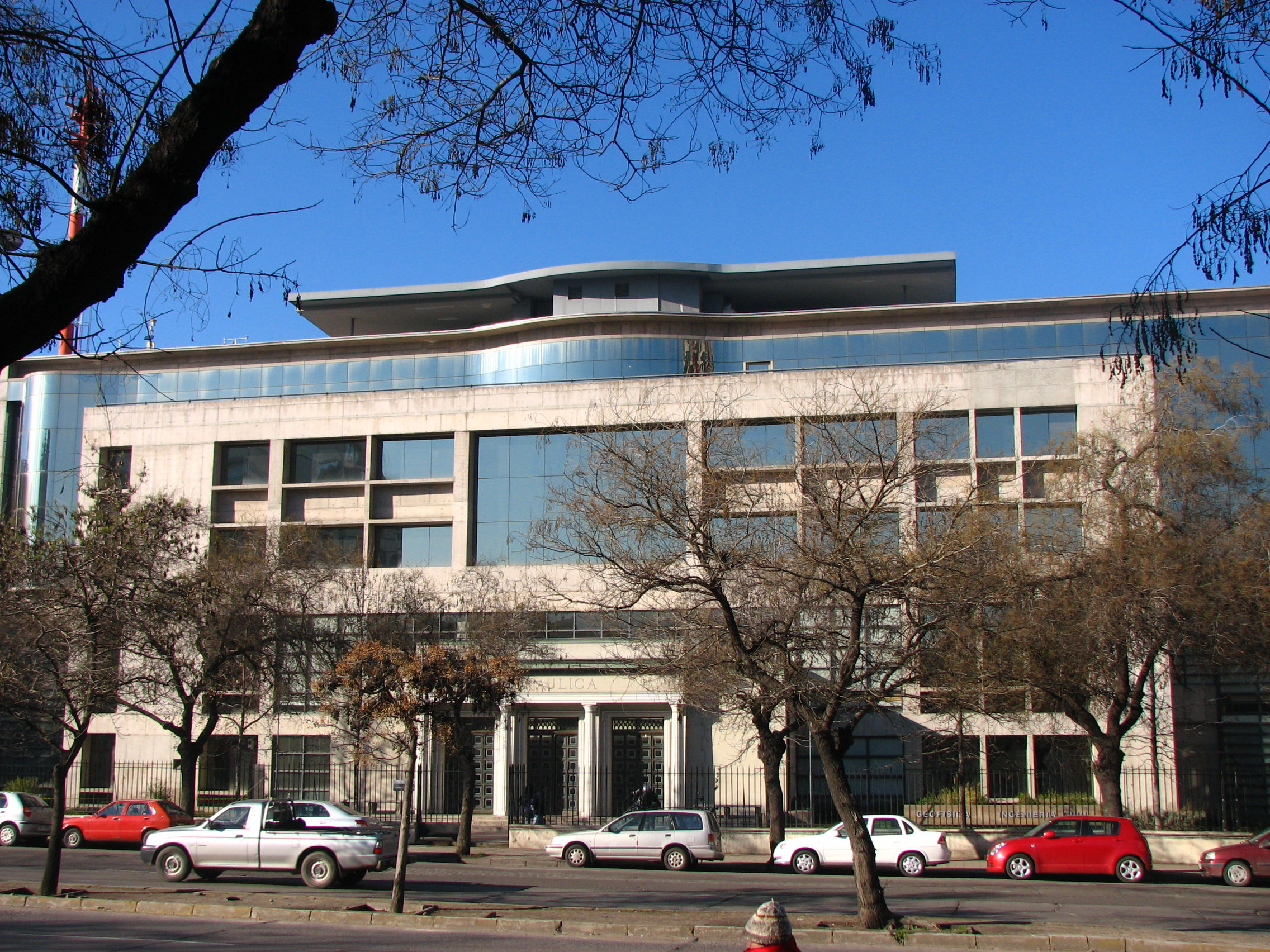
Edificio de los departamentos de Ingeniería Civil y Geofísica, antiguamente correspondiente a Hidráulica.

La Facultad de Ciencias Físicas cuenta con 13 departamentos, dedicados a la investigación y docencia en varias ramas de la ingeniería y las ciencias básicas y aplicadas.
- Astronomía
- Ciencias de la Computación
- Física
- Geofísica
- Geología
- Ingeniería Civil
- Ingeniería Eléctrica
- Ingeniería Industrial
- Ingeniería Matemática
- Ingeniería Mecánica
- Ingeniería Química y Biotecnología
- Ingeniería de Minas
- Ciencia de los Materiales

## Especialidades
Actualmente la facultad posee las siguientes especialidades:
- Ingeniería Civil
- Ingeniería en Biotecnología
- Ingeniería en Computación
- Ingeniería Electricista
- Ingeniería Industrial
- Ingeniería Matemática
- Ingeniería Mecánica
- Ingeniería de Minas
- Ingeniería Química
- Astronomía
- Física
- Geofísica
- Geología

## Extensión
Desde 1988, la facultad organiza cada enero la Escuela de Verano, la cual acoge a estudiantes provenientes de diferentes partes del país que cursan asignaturas con exigencias universitarias en diferentes áreas. La selección de postulantes se realiza principalmente a través de las calificaciones obtenidas por el estudiante en su establecimiento educacional respectivo. Si bien la escuela nace en la Facultad de Ciencias Físicas y Matemáticas, se ha extendido también a la Facultad de Economía y Negocios, Odontología, Derecho, Ciencias Sociales y Medicina, entre otras.
Las líneas fundamentales del conocimiento que imparte la escuela se dividen en tres grandes bloques: en primer lugar el de Ciencias Físicas y Matemáticas, seguido del de Biología, Química y Ciencias Biomédicas; y finalmente el de Ciencias Sociales, Humanidades, Artes Visuales y Expresivas. La gama de cursos va desde Matemáticas y Astronomía, a Química Orgánica y Biotecnología, hasta Derecho y Ciencias Políticas. 
Además, desde 2006 la FCFM también es sede de la Escuela de Ciencias para estudiantes de enseñanza básica y media, donde se dictan clases en los meses de mayo a agosto. De forma similar a la Escuela de Verano, la Escuela de Ciencias posee tres líneas básicas en las cuales se orientan los diferentes cursos que se imparten. En el área de la física se encuentra "Introducción al Electromagnetismo", "Energía mecánica y calor", entre otros. En el área de la Química se imparte "Materia, energía y vida" y "La ciencia de los fenómenos naturales". Finalmente en el bloque biológico se enseña "El ser humano y su entorno" y "Origen y evolución de las especies".
Ambos programas sirven de extensión a la Universidad de Chile, permitiéndole a los estudiantes de enseñanza básica y media de alto rendimiento académico vivir una experiencia universitaria en todos sus aspectos, e incluso, en algunos casos, convalidar ramos en las carreras de pregrado afines dictadas por esta casa de estudios.

## Egresados destacados

### Presidentes de Chile
- Jorge Alessandri Rodríguez
- Eduardo Frei Ruiz-Tagle

### Premios Nacionales
- 1981 - Igor Saavedra Gatica (Ciencias - Física)
- 1991 - Enrique Tirapegui Zurbano (Ciencias - Física)
- 1992 - Raúl Sáez (Ciencias Aplicadas)
- 1993 - Servet Martinez (Ciencias Exactas)
- 1993 - Eric Goles (Ciencias Exactas)
- 1997 - María Teresa Ruiz (Ciencias Exactas)
- 1999 - José María Maza (Ciencias Exactas)
- 2000 - Andrés Weintraub (Ciencias Aplicadas)
- 2003 - Carlos Conca (Ciencias Exactas)
- 2004 - Juan Asenjo (Ciencias Aplicadas)
- 2005 - Rafael Benguria (Ciencias Exactas)
- 2006 - Edgar Kausel (Ciencias Aplicadas)
- 2011 - Patricio Felmer (Ciencias Exactas)
- 2013 - Manuel del Pino (Ciencias Exactas)
- 2015 - Mario Hamuy (Ciencias Exactas)
- 2017 - Guido Garay Brignardello (Ciencias Exactas)
- 2021 - Mónica Rubio (Ciencias Exactas)
- 2023 - Jaime San Martín (Ciencias Exactas)

### Otros egresados notables
- Justicia Acuña (ingeniero civil)
- Sergio Bitar (ingeniero civil)
- Federico Valdés (ingeniero civil industrial)
- Joseline Tapia (geóloga)
- Pablo Longueira (ingeniero civil)
- Hernán Büchi (ingeniero civil en minas)
- Willy Kracht (ingeniero civil químico)
- Víctor Pérez Vera (ingeniero civil industrial)
- Fernando Léniz (ingeniero civil)
- Germán Quintana (ingeniero civil electricista)
- Arturo Arias (ingeniero civil)
- Otto Kunz (ingeniero civil)
- Manuel Riesco Larraín (ingeniero civil industrial)
- Hernán Levy (ingeniero civil industrial)
- Vicente Caruz (ingeniero civil)
- Pedro Felipe Ramírez (ingeniero)
- Domingo Víctor Santa María (ingeniero geógrafo)
- Francisco Mardones Otaíza (ingeniero civil en minas)
- Sonia Duffau (física)
- Álvaro Núñez (físico)
- Alfredo Rojas Castañeda (ingeniero civil electricista)
- Teresa Paneque (astrónoma)

### Departamentos
- Departamento de Astronomía
- Departamento de Ciencias de la Computación
- Departamento de Física
- Departamento de Geofísica
- Departamento de Geología
- Departamento de Ingeniería Civil
- Departamento de Ingeniería Eléctrica
- Departamento de Ingeniería Industrial
- Departamento de Ingeniería Matemática
- Departamento de Ingeniería Mecánica
- Departamento de Ingeniería Química y Biotecnología
- Departamento de Ingeniería de Minas
- Departamento de Ciencia de los Materiales

- Datos: Q5854679
- Multimedia: Facultad de Ciencias Físicas y Matemáticas, Universidad de Chile / Q5854679